# Ludovico Flangini
Ludovico Flangini (Venezia, 26 luglio 1733 – Venezia, 29 febbraio 1804) è stato un cardinale, patriarca cattolico e filologo classico italiano.

## Biografia

### I primi anni, il matrimonio e la carriera politica a Venezia
Ludovico Flangini nacque da una famiglia patriza originaria di Cipro, figlio di Marco Flangini e di Cecilia Eleonora Giovanelli. Gli fu impartita un'ottima educazione di stampo letterario e classicista, iniziando quindi il tradizionale cursus honorum riservato ai rampolli dell'aristocrazia veneziana.
Inizialmente non destinato alla carriera ecclesiastica, nel 1759 sposò Maria Laura Donà, dalla quale ebbe una figlia Cecilia (che sposerà Giulio Panciera, conte di Zoppola nel 1779), ma sua moglie morì il 17 marzo 1762 ed egli decise di ritirarsi ad Asolo. Nel 1763 gli venne concessa l'ammissione al Consiglio della Serenissima e venne eletto avogadore per otto mesi nel 1766 e nuovamente nel 1769. Il 31 agosto 1774 venne nominato uno dei cinque "correttori delle leggi" per promuovere la costituzione di nuove leggi a favore della Repubblica di Venezia, supportando apertamente le tendenze filo-senatoriali e dimostrandosi quindi ostile ai Quarantiotti. Tra le proposte da lui avanzate in questo periodo ricordiamo la chiusura del Ridotto di San Moisè (una casa di tolleranza pubblica). Per lui si prospettava un'ottima carriera nel sistema politico veneziano e per questo nel 1776 decise di concorrere alla carica di procuratore di San Marco ma al fallimento di questo tentativo decise di abbracciare lo stato ecclesiastico. Il senato veneziano per la prima volta fece uso del privilegio garantitogli da papa Clemente XII e lo nominò auditore della Sacra Rota romana il 16 marzo 1779.

### La carriera ecclesiastica ed il cardinalato
Il 3 agosto 1789 venne creato cardinale diacono, ricevendo la berretta cardinalizia il 6 agosto dello stesso anno e la diaconia dei Santi Cosma e Damiano dal 14 dicembre successivo. Ascritto come membro delle sacre congregazioni per il Concilio di Trento, dei Riti, dell'Esame dei Vescovi, per l'Immunità Ecclesiastica e per i Disciplini ed i Regolari, ricevette il diaconato il 28 marzo 1790 e dal 21 febbraio 1794 decise di optare per la diacona di Sant'Agata dei Goti.
Nel 1799, appena prima di entrare in conclave, venne ordinato sacerdote. Le celebrazioni per l'elezione di papa Pio VII che si tennero in quell'anno proprio a Venezia per la contingente situazione di Roma nelle mani dei francesi rivoluzionari, lo portarono ad essere autore di un dettagliato diario del conclave che oggi è di largo utilizzo presso gli storici del periodo. Dal 2 aprile 1800 optò per il titolo presbiterale di San Marco, per poi recarsi a Vienna per offrire le proprie credenziali alla Corona austriaca che, pur avendo cancellato la Repubblica di Venezia, gli garantì una pensione di 10.000 ducati annui, ritenendolo in grande stima. Proprio su invito dell'imperatore Francesco II, il Flangini venne proposto come nuovo patriarca di Venezia e fu il primo primate veneto ad essere nominato dal sovrano straniero dopo la dissoluzione dell'ordinamento repubblicano dello stato nel 1797.
Il 23 dicembre 1801 venne eletto patriarca di Venezia e in quello stesso giorno gli venne imposto il pallio. Domenica 14 marzo 1802, a Vienna, venne consacrato vescovo per mano del cardinale Christoph Anton von Migazzi, arcivescovo di Vienna. Fu proprio da Vienna che il Flangini inviò alla sua diocesi la prima lettera pastorale, incentrando le sue preoccupazioni sulla preparazione del clero, sull'istruzione religiosa del popolo, sulla battaglia contro le "false massime degli pseudo filosofi". Prese possesso della sua sede il 24 novembre successivo. Nel breve periodo del suo episcopato, il cardinale Flangini ridusse le richieste minime per la celebrazione delle messe e attinse dai fondi e dai benefici di molte chiese per migliorare la condizione economica generale del clero veneziano. Egli si preoccupò inoltre di erigere nuove confraternite, sovrintendendo personalmente all'educazione del clero attraverso la costituzione di nuovi seminari e dando grande impulso alla devozione per le Quarantore. Consigliere privato dell'Imperatore d'Austria, venne da questi nominato conte. Il 24 maggio 1802 optò per il titolo di Sant'Anastasia. Nel corso di una conferenza con i ministri plenipotenziari conti Franz von Bissingen e G. Maillat tenutasi il 14 agosto 1802, il cardinale Flangini tentò invano di ottenere la restaurazione del tribunale del Sant'Uffizio per meglio combattere il crescere di società segrete e massoniche, così come non ottenne di poter sottomettere i regolari ai loro diretti superiori anziché direttamente al vescovo, né di poter ricostituire la Compagnia di Gesù.
Decorato con la gran croce dell'Ordine Reale di Santo Stefano d'Ungheria nel 1803, iniziò il 2 maggio di quello stesso anno una visita pastorale nella sua diocesi, ma questa venne interrotta dalla sua improvvisa morte che lo colpì a Venezia il 29 febbraio 1804, a 70 anni di età. La sua salma venne esposta alla pubblica venerazione e poi sepolta nella Cattedrale di San Marco a Venezia.
Flangini fu uno dei migliori grecisti italiani della fine del XVIII secolo. Accanto a molte composizioni originali, tradusse dal Greco l'Apologia di Socrate di Platone, inserita da Melchiorre Cesarotti nel suo Corso ragionato di letteratura greca (Padova 1831, I, pp. 129-216). Ha lasciato la prima traduzione in lingua italiana delle Argonautiche di Apollonio Rodio, apparsa a Roma tra il 1791 e il 1794. Per la sua edizione di Apollonio, Flangini esaminò quattro importanti codici manoscritti conservati nella Biblioteca apostolica vaticana e sconosciuti a Richard François Philippe Brunck, curatore dell'edizione standard delle Argonautiche (Strasburgo, 1780), e corredò la sua traduzione di pregevolissime varianti tratte dai quattro codici vaticani e di molte note erudite.

## Genealogia episcopale
La genealogia episcopale è:
- Cardinale Scipione Rebiba
- Cardinale Giulio Antonio Santori
- Cardinale Girolamo Bernerio, O.P.
- Arcivescovo Galeazzo Sanvitale
- Cardinale Ludovico Ludovisi
- Cardinale Luigi Caetani
- Cardinale Ulderico Carpegna
- Cardinale Paluzzo Paluzzi Altieri degli Albertoni
- Papa Benedetto XIII
- Papa Benedetto XIV
- Papa Clemente XIII
- Cardinale Francesco Saverio de Zelada
- Papa Pio VII
- Cardinale František Herzan von Harras
- Cardinale Ludovico Flangini

## Opere
- Apollonio Rodio, L'Argonautica di Apollonio Rodio tradotta: ed illustrata, a cura di Ludovico Flangini, vol. 1, Roma, Venanzio Monaldini, e Paolo Giunchi, 1791. URL consultato il 24 giugno 2019.
- Apollonio Rodio, L'Argonautica di Apollonio Rodio tradotta: ed illustrata, a cura di Ludovico Flangini, vol. 2, Roma, Venanzio Monaldini, e Paolo Giunchi, 1794. URL consultato il 24 giugno 2019.